# Луке (Ивањица)
Луке је насеље у Србији у општини Ивањица у Моравичком округу. Према попису из 2022. било је 772 становника (према попису из 1991. било је 1207 становника).
Овде се налазе Крајпуташ браћи Ђурашевићима − Ђорђу, Вукоману и Радомиру из села Луке, Крајпуташ Обраду Миленковићу из села Луке, Крајпуташ браћи Миленковић, Недељку и Марјану из села Луке, Кенотаф Добрици Коџопељи у селу Луке, Кенотаф Милосаву Пејчиновићу у селу Луке, Кенотаф Љубомиру Лазовићу у селу Луке, Надгробни споменик Радосаву Лазовићу у селу Луке.

## Демографија
У насељу Луке живи 849 пунолетних становника, а просечна старост становништва износи 41,4 година (41,6 код мушкараца и 41,2 код жена). У насељу има 305 домаћинстава, а просечан број чланова по домаћинству је 3,40. Према попису из 2011. у селу живи 939 становника.
Ово насеље је у потпуности насељено Србима (према попису из 2002. године), а у последња три пописа, примећен је пад у броју становника.
|  |

| Демографија | Демографија | Демографија |
| Година      | Становника  | Становника  |
| ----------- | ----------- | ----------- |
| 1948.       | 1.233       |             |
| 1953.       | 1.296       |             |
| 1961.       | 1.393       |             |
| 1971.       | 1.331       |             |
| 1981.       | 1.351       |             |
| 1991.       | 1.207       | 1.176       |
| 2002.       | 1.037       | 1.042       |

| Етнички састав према попису из 2002.‍ | Етнички састав према попису из 2002.‍ | Етнички састав према попису из 2002.‍ | Етнички састав према попису из 2002.‍ | Етнички састав према попису из 2002.‍ |
| ------------------------------------ | ------------------------------------ | ------------------------------------ | ------------------------------------ | ------------------------------------ |
|                                      |                                      |                                      |                                      |                                      |
| Срби                                 | Срби                                 |                                      | 1.037                                | 100,0%                               |
| непознато                            | непознато                            |                                      | 0                                    | 0,0%                                 |

| Година пописа     | 1948. | 1953. | 1961. | 1971. | 1981. | 1991. | 2002. |
| ----------------- | ----- | ----- | ----- | ----- | ----- | ----- | ----- |
| Број домаћинстава | 200   | 217   | 241   | 257   | 291   | 293   | 305   |

| Број чланова      | 1  | 2  | 3  | 4  | 5  | 6  | 7  | 8 | 9 | 10 и више | Просек |
| ----------------- | -- | -- | -- | -- | -- | -- | -- | - | - | --------- | ------ |
| Број домаћинстава | 47 | 82 | 47 | 40 | 32 | 41 | 13 | 1 | 1 | 1         | 3,40   |

| Пол    | Укупно | Неожењен/Неудата | Ожењен/Удата | Удовац/Удовица | Разведен/Разведена | Непознато |
| ------ | ------ | ---------------- | ------------ | -------------- | ------------------ | --------- |
| Мушки  | 473    | 150              | 287          | 27             | 9                  | 0         |
| Женски | 414    | 55               | 283          | 71             | 3                  | 2         |
| УКУПНО | 887    | 205              | 570          | 98             | 12                 | 2         |

| Пол    | Укупно                    | Пољопривреда, лов и шумарство | Рибарство                            | Вађење руде и камена | Прерађивачка индустрија       |
| ------ | ------------------------- | ----------------------------- | ------------------------------------ | -------------------- | ----------------------------- |
| Мушки  | 386                       | 303                           | 0                                    | 0                    | 28                            |
| Женски | 328                       | 243                           | 0                                    | 0                    | 74                            |
| УКУПНО | 714                       | 546                           | 0                                    | 0                    | 102                           |
| Пол    | Производња и снабдевање   | Грађевинарство                | Трговина                             | Хотели и ресторани   | Саобраћај, складиштење и везе |
| Мушки  | 9                         | 29                            | 4                                    | 0                    | 6                             |
| Женски | 0                         | 0                             | 5                                    | 1                    | 1                             |
| УКУПНО | 9                         | 29                            | 9                                    | 1                    | 7                             |
| Пол    | Финансијско посредовање   | Некретнине                    | Државна управа и одбрана             | Образовање           | Здравствени и социјални рад   |
| Мушки  | 0                         | 0                             | 3                                    | 0                    | 0                             |
| Женски | 0                         | 0                             | 0                                    | 1                    | 2                             |
| УКУПНО | 0                         | 0                             | 3                                    | 1                    | 2                             |
| Пол    | Остале услужне активности | Приватна домаћинства          | Екстериторијалне организације и тела | Непознато            | Непознато                     |
| Мушки  | 1                         | 0                             | 0                                    | 3                    | 3                             |
| Женски | 1                         | 0                             | 0                                    | 0                    | 0                             |
| УКУПНО | 2                         | 0                             | 0                                    | 3                    | 3                             |